# Sinar Semendo
Sinar Semendo is een bestuurslaag in het regentschap Tanggamus van de provincie Lampung, Indonesië. Sinar Semendo telt 2027 inwoners (volkstelling 2010).